# Dédé-Makouba
Dédé-Makouba est une localité de République centrafricaine, chef-lieu de l’une des sept sous-préfectures de la préfecture de Mambéré-Kadéï. 

## Histoire
En 2002, la localité devient chef-lieu de l’une des sept sous-préfectures de la Mambéré-Kadéï, issue d'une division de la sous-préfecture de Gamboula.

## Administration
La sous-préfecture est constituée de l’unique commune de Haute-Kadéï. La localité de Dédé Makouba compte 7 650 habitants en septembre 2014, dont 350 personnes déplacées.